# Brobergs Modellverkstad

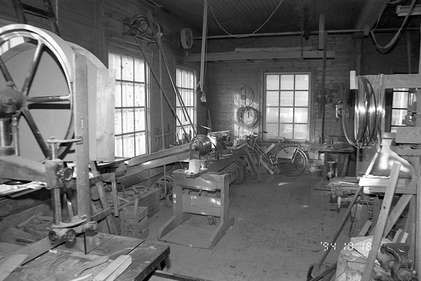
CA Brobergs Modellverkstad, 1915 års remdrivna maskiner finns kvar 2012.

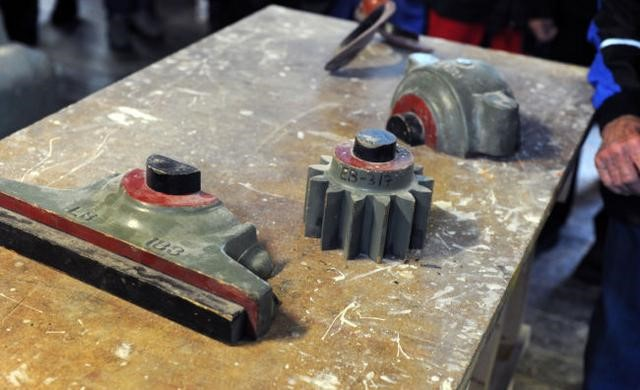
CA Brobergs Modellverkstad, Gamla Trämodeller för gjutning. Bild från 2012.

Brobergs Modellverkstad var ett företag i Arbrå. Företaget bildades 1910 av C.A. Broberg och flyttade 1915 in i egna lokaler på Idrottsvägen 1 i Arbrå. Verksamheten drevs vidare av sonen Ture Broberg (1897–1997) till hög ålder. Sedan dess har lokalerna stått oanvända men fullt funktionsdugliga, som ett museum.